# Gig Harbor
Gig Harbor – miasto w Stanach Zjednoczonych, w stanie Waszyngton, w hrabstwie Pierce. W 2000 liczyło 6465 mieszkańców.